# 拉克蘭·尼布爾
拉克蘭·尼布爾（Lachlan Nieboer，1981年9月11日—）是英國的一位演員。他最著名的作品是在獨立電視台影集唐頓莊園。他曾就讀於牛津大學，在畢業之後前往紐約繼續進修表演。除了電視和電影之外，他也出演廣告。尼布爾多才多藝，他也是一位鋼琴和中提琴演奏家，會說義大利語、法語和俄語。